# Misumenops revillagigedoensis
Misumenops revillagigedoensis är en spindelart som beskrevs av Jiménez 1991. Misumenops revillagigedoensis ingår i släktet Misumenops och familjen krabbspindlar. Inga underarter finns listade i Catalogue of Life.